# Bahrain và các lãnh thổ phụ thuộc
Bahrain và các vùng phụ thuộc nhầm ám chỉ lãnh thổ Bahrain kể từ cuộc xâm lược của Al Khalifa vào năm 1783 cho đến khi giành được độc lập từ Đế quốc Anh vào năm 1971. Trong giai đoạn từ 1783 đến 1867, Qatar là một lãnh thổ phụ thuộc của Bahrain.
Trước đó, Bahrain là một vùng phụ thuộc của Đế quốc Ba Tư - Afsharid, vào năm 1783, bộ tộc Bani Utbah do Al Khalifa lãnh đạo đã xâm lược nơi này từ căn cứ của họ ở Zubarah (thuộc Anh bảo hộ Qatar). Người đứng đầu Al Khalifa là Ahmed bin Muhammad, người được biết đến là kẻ chinh phục. Những người kế vị ông đã phải đối mặt với nhiều thách thức trong 75 năm tiếp theo, nhưng họ đã xoay xở để giữ Bahrain dưới sự kiểm soát của mình. Về mặt bên ngoài, hòn đảo này liên tục bị đe dọa bởi Oman và Wahhabi, cả hai đều từng kiểm soát Bahrain trong thời gian ngắn. Người Ba Tư và Ottoman cũng đưa ra một số yêu sách đối với lãnh thổ này. Vào năm 1820 và sau đó là năm 1861, Anh đã ký các hiệp ước hòa bình với Bahrain và công nhận Al Khalifa là gia tộc cai trị vùng đất này.
Vào năm 1867, một cuộc chiến tranh nổ ra giữa Bahrain và Qatar, dẫn đến sự can thiệp của Anh và độc lập của Qatar khỏi Bahrain, Mohammed bin Thani trở thành nhà cai trị của Qatar và triều đại Thani vẫn cai trị Qatar đến tận ngày nay. Người Anh đã bổ nhiệm một người cai trị Al Khalifa mới cho Bahrain là Isa bin Ali. Trong thời kỳ trị vì của Isa (1869–1923), đất nước không có thách thức bên ngoài nào khi có người Anh bảo vệ. Ông và gia đình được hưởng quyền lực tuyệt đối, cai trị người dân như thần dân và kiểm soát phần lớn đất nước như các điền trang phong kiến. Doanh thu công của đất nước, khi đó chủ yếu được thu dưới dạng thuế và tiền thuê đất, là thu nhập riêng của người cai trị. Người cai trị sử dụng một nhóm chiến binh đặc biệt để thực hiện các mệnh lệnh của mình thông qua cưỡng chế vật lý. Xương sống của nền kinh tế là trồng cọ, đánh bắt cá và khai thác ngọc trai. Trồng cọ, hoạt động mà người Shia thực hiện, được Al Khalifa kiểm soát chặt chẽ. Mặt khác, việc kiểm soát hoạt động khai thác ngọc trai được nới lỏng, vì nó được kiểm soát bởi các bộ lạc Sunni, những người duy trì mức độ tự chủ cao và phản đối sự can thiệp. Quyền lực của người Shia đến từ các luật gia của họ, những người có quyền lực xã hội mạnh mẽ kết hợp với tài sản lớn.
Vào cuối thế kỷ XIX, Anh đặt Bahrain dưới sự bảo vệ của mình và đến cuối Thế chiến thứ nhất, đã thắt chặt quyền kiểm soát hòn đảo này. Bắt đầu từ năm 1919, các tác nhân chính trị Anh liên tiếp bắt đầu thực hiện các kế hoạch cải cách. Các cải cách của những năm 20 khi chúng được biết đến có bản chất là hành chính. Người Shia ủng hộ họ, trong khi các bộ lạc Sunni và một số bộ phận của gia đình cầm quyền phản đối họ. Nhiều đơn thỉnh cầu và phản thỉnh cầu đã được gửi đến các viên chức Anh khác nhau. Đất nước bị chia cắt và bạo lực nổ ra từ phe đối lập. Người Anh đã can thiệp và thay thế người cai trị bằng con trai cả của Isa bin Ali là Hamad bin Isa, người ủng hộ các cải cách. Các cải cách bao gồm ngành công nghiệp ngọc trai, tài sản tư nhân, hệ thống tư pháp, hệ thống cảnh sát và giáo dục. Năm 1932, dầu mỏ được phát hiện, dẫn đến những thay đổi đáng kể về kinh tế và xã hội trên đảo. Ngành công nghiệp ngọc trai và trồng cọ đã sớm bị xóa sổ bởi ngành công nghiệp khai thác dầu thô.